# Giampiero Fossati
Giampiero Fossati (Genova, 13 aprile 1944) è un ex nuotatore italiano.

## Biografia
Nato nel 1944 a Genova, a 16 anni ha partecipato ai Giochi olimpici di Roma 1960, nei 200 m farfalla, uscendo in batteria, 6º con il tempo di 2'31"9.
Nel 1963 ha conquistato due medaglie ai Giochi del Mediterraneo di Napoli: un argento nei 200 m farfalla in 2'20"5, dietro al connazionale Fritz Dennerlein, e l'oro nella staffetta 4x100 m misti con Massimo Borracci, Cesare Caramelli e Dino Rora, con il tempo di 4'13"2.
L'anno successivo, a 20 anni, ha preso di nuovo parte alle Olimpiadi, quelle di Tokyo 1964, nei 200 m farfalla, dove è uscito in semifinale, 8º in 2'18"1, dopo aver passato la sua batteria da 4º con il tempo di 2'17"2, e nella staffetta 4x100 m misti insieme a Pietro Boscaini, Gian Corrado Gross e Dino Rora, dove ha passato la sua batteria da 3º in 4'09"3 e ha chiuso la finale al 7º posto con il tempo di 4'10"3.
Scampato alla tragedia di Brema del 1966 in quanto impegnato a preparare un esame universitario, nel 1967 ha di nuovo vinto un oro e un argento ai Giochi del Mediterraneo, a Tunisi: l'argento nei 100 m farfalla, in 1'00"5, dietro al jugoslavo Nenad Kuridja, l'oro nella staffetta 4x100 m misti con Pietro Boscaini, Franco Del Campo e Gian Corrado Gross, con il tempo di 4'04"9.
A 24 anni ha partecipato ai suoi terzi Giochi, Città del Messico 1968, nei 100 m farfalla, dove è uscito in batteria, 5º in 1'01"7, e nella 200 m farfalla, venendo eliminato anche in questo caso in batteria, 4º con il tempo di 2'18"2.
In carriera ha preso parte anche agli Europei di Lipsia 1962 e Utrecht 1966 (7º in finale nei 200 m farfalla).
Ha gareggiato anche a livello Master.

## Palmarès

### Giochi del Mediterraneo
- 4 medaglie:
  - 2 ori (Staffetta 4x100 m misti a Napoli 1963, staffetta 4x100 m misti a Tunisi 1967)
  - 2 argenti (200 m farfalla a Napoli 1963, 100 m farfalla a Tunisi 1967)